# Lijst van nummer 1-hits in de 538 Top 50 in 2020
Deze hits stonden in 2020 op nummer 1 in de 538 Top 50, de hitlijst van de Nederlandse radiozender Radio 538.
| Nummer | Datum        | Artiest                      | Titel                                  |
| ------ | ------------ | ---------------------------- | -------------------------------------- |
| 12     | 3 januari    | Tones and I                  | Dance Monkey                           |
| 14     | 10 januari   | The Weeknd                   | Blinding Lights                        |
| 15     | 17 januari   | Snelle                       | Smoorverliefd                          |
|        | 24 januari   | Snelle                       | Smoorverliefd                          |
| 14     | 31 januari   | The Weeknd                   | Blinding Lights                        |
|        | 7 februari   | The Weeknd                   | Blinding Lights                        |
|        | 14 februari  | The Weeknd                   | Blinding Lights                        |
|        | 21 februari  | The Weeknd                   | Blinding Lights                        |
|        | 28 februari  | The Weeknd                   | Blinding Lights                        |
|        | 6 maart      | The Weeknd                   | Blinding Lights                        |
|        | 13 maart     | The Weeknd                   | Blinding Lights                        |
|        | 20 maart     | The Weeknd                   | Blinding Lights                        |
| 16     | 27 maart     | Davina Michelle & Snelle     | 17 miljoen mensen (Live @ 538 in Ahoy) |
|        | 3 april      | Davina Michelle & Snelle     | 17 miljoen mensen (Live @ 538 in Ahoy) |
|        | 10 april     | Davina Michelle & Snelle     | 17 miljoen mensen (Live @ 538 in Ahoy) |
|        | 17 april     | Davina Michelle & Snelle     | 17 miljoen mensen (Live @ 538 in Ahoy) |
|        | 24 april     | Davina Michelle & Snelle     | 17 miljoen mensen (Live @ 538 in Ahoy) |
|        | 1 mei        | Davina Michelle & Snelle     | 17 miljoen mensen (Live @ 538 in Ahoy) |
| 14     | 8 mei        | The Weeknd                   | Blinding Lights                        |
| 17     | 15 mei       | Saint Jhn                    | Roses (Imanbek Remix)                  |
|        | 22 mei       | Saint Jhn                    | Roses (Imanbek Remix)                  |
|        | 29 mei       | Saint Jhn                    | Roses (Imanbek Remix)                  |
|        | 5 juni       | Saint Jhn                    | Roses (Imanbek Remix)                  |
|        | 12 juni      | Saint Jhn                    | Roses (Imanbek Remix)                  |
|        | 19 juni      | Saint Jhn                    | Roses (Imanbek Remix)                  |
| 18     | 26 juni      | Conkarah ft. Shaggy          | Banana (DJ FLe - Minisiren Remix)      |
|        | 3 juli       | Conkarah ft. Shaggy          | Banana (DJ FLe - Minisiren Remix)      |
|        | 10 juli      | Conkarah ft. Shaggy          | Banana (DJ FLe - Minisiren Remix)      |
|        | 17 juli      | Conkarah ft. Shaggy          | Banana (DJ FLe - Minisiren Remix)      |
|        | 24 juli      | Conkarah ft. Shaggy          | Banana (DJ FLe - Minisiren Remix)      |
| 19     | 31 juli      | Jawsh 685 & Jason Derulo     | Savage Love (Laxed – Siren Beat)       |
| 20     | 7 augustus   | Bilal Wahib                  | Tigers                                 |
| 21     | 14 augustus  | Joel Corry & MNEK            | Head & Heart                           |
|        | 21 augustus  | Joel Corry & MNEK            | Head & Heart                           |
|        | 28 augustus  | Joel Corry & MNEK            | Head & Heart                           |
|        | 4 september  | Joel Corry & MNEK            | Head & Heart                           |
|        | 11 september | Joel Corry & MNEK            | Head & Heart                           |
|        | 18 september | Joel Corry & MNEK            | Head & Heart                           |
| 22     | 25 september | Rolf Sanchez                 | Más Más Más                            |
|        | 2 oktober    | Rolf Sanchez                 | Más Más Más                            |
| 21     | 9 oktober    | Joel Corry & MNEK            | Head & Heart                           |
|        | 16 oktober   | Joel Corry & MNEK            | Head & Heart                           |
| 23     | 23 oktober   | Master KG ft. Nomcebo Zikode | Jerusalema                             |
|        | 30 oktober   | Master KG ft. Nomcebo Zikode | Jerusalema                             |
|        | 6 november   | Master KG ft. Nomcebo Zikode | Jerusalema                             |
|        | 13 november  | Master KG ft. Nomcebo Zikode | Jerusalema                             |
|        | 20 november  | Master KG ft. Nomcebo Zikode | Jerusalema                             |
| 24     | 27 november  | Tiësto                       | The Business                           |
|        | 4 december   | Tiësto                       | The Business                           |
|        | 11 december  | Tiësto                       | The Business                           |
|        | 18 december  | Tiësto                       | The Business                           |
|        | 25 december  | Tiësto                       | The Business                           |